# Adolf Henle
Adolf Henle (* 21. August 1864 in Göttingen; † 31. Januar 1936) war ein deutscher Chirurg und Militärmediziner in Japan.

## Berufliche Entwicklung
Sein Vater, Jakob Henle, war ein deutscher Arzt und Anatom.
Nach seinem Schulbesuch studierte Adolf Henle an den Universitäten in Göttingen, Heidelberg und Straßburg Medizin. In Göttingen promovierte er 1889. Anschließend war er für zwei Jahre als Assistent an der Pathologischen Anatomie tätig und spezialisierte sich zum Chirurgen. Von Göttingen wechselte er an die königlich chirurgische Klinik in Breslau, wo er für zehn Jahre bei Johannes Mikulicz-Radecki praktizierte. Während dieser Zeit habilitierte er sich im Jahr 1897.
Als sich nach der Jahrhundertwende im ostasiatischen Raum die Gefahr eines Krieges zwischen Japan und Russland anbahnte, richtete der Präsident des Deutschen Roten Kreuzes Bodo von dem Knesebeck Anfang 1904 im Auftrag der deutschen Regierung ein Angebot an den in Deutschland akkreditierten kaiserlich japanischen Gesandten Inoue Katsunosuke (1861–1929), im Kriegsfall das japanische Sanitätswesen unterstützen zu wollen. Als Japan lange Zeit zögerlich reagierte, erneuerte der Diplomat an der deutschen Gesandtschaft in Tokyo Emmerich von Arco-Valley am 29. Dezember 1904 das Angebot, nun gerichtet direkt an den japanischen Außenminister Komura Jutarō. Das deutsche Interesse am japanischen militärischen Sanitätswesen und am Japanischen Roten Kreuz rührte vor allem aus dem eigenen Bedarf nach deutlichen Reformen der Militärmedizin im eigenen Land aber zugleich, um humanitäre Hilfe für die verletzten japanischen Soldaten zu leisten. Das Angebot wurde noch durch den in Japan als belgischer Konsul tätigen deutschen Kaufmann Alexander Georg Mosle dadurch verstärkt, dass er sein Grundstück und die dazu gehörenden Gebäude für die Einrichtung eines Militär-Lazaretts zur Verfügung stellte. Als Personal zum Betrieb des Lazaretts bot das Rote Kreuz den Chirurgen Adolf Henle mit der Position des Chefarztes, den Assistenzarzt Otto Fittig und die ebenfalls aus Breslau stammende Margarete von Sommoggy vom Augusta-Hospital als Operationsschwester an. Dazu gehörte die entsprechende Medizintechnik eines stehenden Militärlazaretts, das dem japanischen Lazarettwesen angeschlossen wurde. Diese Delegation des Deutschen Roten Kreuzes traf am 25. Februar 1905 mit der „Princess Alice“ in Yokohama ein. Vor Ort wurden sie genommen von den beiden japanischen Medizinern Miwa und Tsutsui Yaoju (1863–1921), die in Breslau Teile ihrer medizinischen Ausbildung abgeschlossen hatten, in Empfang genommen.
Die deutsche Expedition unter der Leitung von Adolf Henle führte vier sogenannte Döcker`sche Baracken mit, die als kleine medizinische Ambulanzen ausgestattet waren. Drei davon wurden auf dem Gelände der Villa von Konsul Mosle in Sendagaya und eine auf seinem Wochenendgrundstück in Kamakura aufgebaut sowie für die spezielle militärische Patientenbetreuung hergerichtet. Die drei Baracken in Sendagaya wurden für notwendige Operationen, Diagnose und Behandlungszwecke aber die Einzelne als Rekonvaleszenzzentrum ausgerichtet. Das so errichtete deutsche Militärlazarett wurde dem japanischen Oberstabsarzt Hirai Seiyu (* 1865) unterstellt, mit dem Henle sehr eng zusammenarbeitete. Die japanische Seite stellte für den Betrieb des Lazaretts 35 Personen bereit, dabei einen medizinischen Verwaltungsleiter, Ikeda, einen Arzt des japanischen Roten Kreuzes und den Apotheker Watanabe. Besonders rühmte Henle das japanische Schwesternpersonal. Dabei schätzte er in anerkennender Weise die gediegene medizinische Ausbildung, den verantwortungsbewussten Umgang mit den oft nicht leichten Herausforderungen und die hohe moralische Haltung ihrer humanitären Berufung. „Es galt offenbar (als) Auszeichnung, an unserem Lazarett zu arbeiten“, berichtete er später. Die Japaner ergänzten die mitgebrachte Ausrüstung, zu der unter anderem auch ein aus Deutschland stammendes Röntgengerät gehörte, mit 19 eigenen Baracken, die als Verbandszimmer, Sterilisationsraum, Operationsraum, Verbandsmitteldepot und Röntgenraum fungierten. Insgesamt gab es 44 Betten.
Am 10. März 1905 nahm das Team mit Adolf Henle an der Spitze seine medizinische Arbeit auf. Bei voller Auslastung konnte der deutsche Teil des Lazaretts 55 Patienten aufnehmen und versorgen. Während dieser Zeit wurde der japanische Teil noch erweitert, sodass bis Ende des Jahres 2.000 Verwundete aufgenommen werden konnten. Unter seiner Regie wurden 276 Patienten versorgt und davon bei 195 schweren Fällen die notwendigen Operationen komplett ausgeführt. Nicht ein Todesfall war in seiner Einsatzzeit zu verzeichnen. Besondere Anerkennung durch die japanische Seite erfuhr, dass sowohl Henle als auch sein Assistent Fittig darüber hinaus noch Lehrtätigkeit auf den Fachgebieten der Chirurgie, des Operationswesens, der Desinfektion und der Röntgen-Photographie durchführten. Dabei gab es auf Seiten der japanischen Mediziner außerordentliches Interesse für den Einsatz und die Nutzung der mitgebrachten Röntgentechnik. Mit diesem wurden in der gesamten Zeit 500 Aufnahmen angefertigt. Am 10. Oktober 1905 übergab das deutsche Team ihren Arbeitsplatz an die japanischen Kollegen und reisten am 27. Oktober von Yokohama aus wieder nach Deutschland zurück.
Bereits vor ihrer Abreise wurden, für die vollbrachten Leistungen, Adolf Henle, Fittig und Mosle am 5. September 1905 mit einem kaiserlichen Orden ausgezeichnet. Ihre Kollegin, die Operationsschwester Sommoggy, erhielt den Diadem-Orden (宝冠章; Hōkanshō). Am 28. November traf das deutsche Team wieder in Bremerhaven ein und wurde am 1. Dezember 1905 feierlich in Berlin empfangen. Nach seiner Rückkehr fertigte Adolf Henle einen ausführlichen Bericht an und veröffentlichte Teile daraus unter dem Titel „Die Expedition nach Tokio“ in einer Publikation des Central-Comité der Deutschen Vereine vom Rothen Kreuz im Jahr 1908. Er selbst wurde als leitender Arzt an die Städtische Chirurgische Klinik nach Dortmund berufen, wo er bis 1929 praktizierte.
Adolf Henle starb am 31. Januar 1936.

## Publikationen (Auswahl)
- Ueber Creolin und seine wirksamen Bestandtheile. Oldenbourg Verlag, München 1889.
- Pseudotuberkulose bei neugeborenen Zwillingen. 1893.
- Die Behandlung der tuberkulösen Gelenkerkrankungen und der kalten Abscesse in der Königlichen chirurgischen Klinik zu Breslau in den Jahren 1890–1896. Ohne Erscheinungsort und -jahr.
- Ein Fall von Gastroduodenostomie. In: Zentralblatt für Chirurgie. Band 25, 1898, S. 753 ff.
- Fürst Bülow als Angeklagter! Skandalöse Zustände in Deutschland. Pache Verlag, Lausanne 1907.
- Die Expedition nach Tokio. In: Beiträge zur Kriegsheilkunde aus der Hilfstätigkeit der Deutschen Vereine vom Rothen Kreuz während des Russisch-Japanischen Krieges 1904–05. Hrsg. vom Central-Comité der Deutschen Vereine vom Rothen Kreuz in Berlin, Leipzig 1908, S. 319–424.
- Fürst Bülow und der Kaiser: mit e. Wiedergabe aus ihrem geheimen Briefwechsel. Reissner Verlag, Dresden 1930.